# Швейная королевы
Швейная королевы (исп. Costurero de la Reina) — здание, построенное в конце XIX века в садах дворца Сан-Тельмо, ныне являющимися парком Марии Луизы, в Севилье (Испания). Это уникальное строение имеет форму небольшого шестиугольного замка с башенками по углам.
Здание служило сторожевым домом или садовым уединённым строением. Оно является самой старой постройкой в Севилье в стиле неомудехар. Название дворца происходит от популярной легенды, рассказывающей о том, что Мерседес Орлеанская, будущая жена короля Испании Альфонсо XII, удалилась в павильон, где она проводила время за шитьём. Однако это никак не может соответствовать реальности, так как королева умерла от тифа примерно за 15 лет до появления здания в 1893 году. Официальным же названием Швейной королевы является павильон Сан-Тельмо. 
Ныне на первом этаже Швейной королевы размещается бюро туристической информации. Здание было отреставрировано весной 2007 года с ремонтом основной конструкции и обустройством интерьера, чтобы сделать его более функциональным.

## История
В XIX веке Антуан Орлеанский, герцог Монпансье, поселившийся в севильском дворце Сан-Тельмо, ныне служащим резиденцией регионального правительства Андалусии. Огромные дворцовые сады были приспособлены к его романтическим вкусам. В 1893 году в районе садов у реки Гвадалквивир была воздвигнута небольшая сторожевая башня по проекту архитектора Хуана Талаверы-и-де-ла-Веги (отца регионального архитектора Хуана Талаверы-и-Эредиа). Она являлась первым зданием в Севилье в стиле неомудехар, подчёркиваемым арабским стилем его больших окон. В 1890 году герцог Монпансье умирает, а в 1893 году его жена Луиза Фернанда Испанская уступила дворцовые сады Севилье. После этого они были немного расширены в северном направлении, большая часть этих садов впоследствии станут парком Марии Луизы. Этот район застроен также другими зданиями в стиле неомудехар, такими как на площади Испании, появившейся в преддверии Иберо-американской выставки 1929 года.

## Легенда
Согласно распространённой легенде, королева Мария де лас Мерседес Орлеанская из-за своего слабого здоровья проводила долгие часы в покоях замка, греясь на солнышке за шитьём со своими фрейлинами. Также она сообщает, что в эти моменты её навещал Альфонсо XII, приезжавший верхом из Севильского Алькасара после того, как занялся государственными делами. Это, однако, было невозможно, поскольку павильон был построен лишь в 1893 году, а королева умерла ещё в 1878 году.

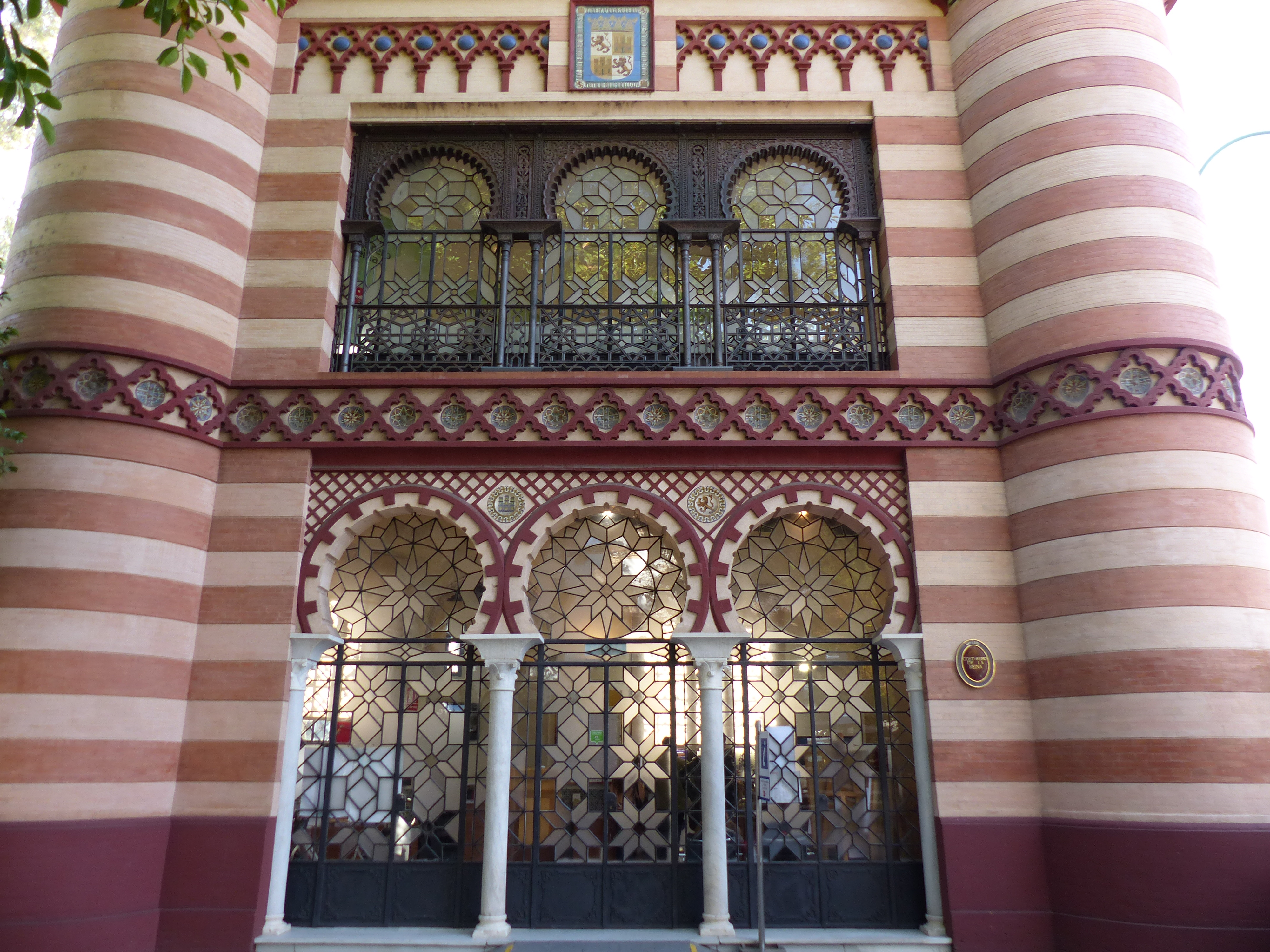
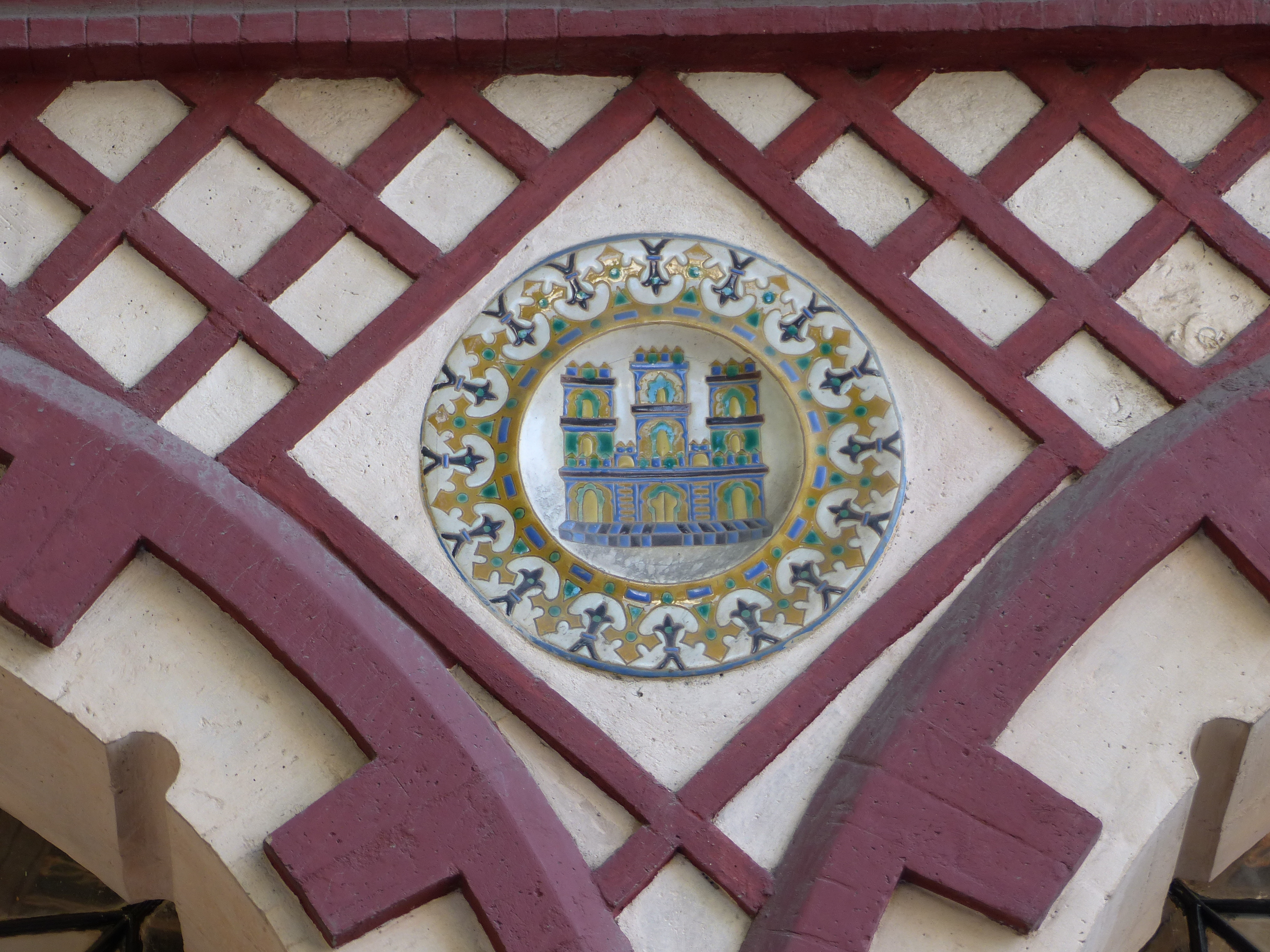